# Dasineura stelteri
Dasineura stelteri är en tvåvingeart som beskrevs av Gagne 2004. Dasineura stelteri ingår i släktet Dasineura och familjen gallmyggor.
Artens utbredningsområde är Tyskland. Inga underarter finns listade i Catalogue of Life.